# Гіорок (комуна)
Гіорок (рум. Ghioroc) — комуна у повіті Арад в Румунії. До складу комуни входять такі села (дані про населення за 2002 рік):
- Гіорок (1801 особа) — адміністративний центр комуни
- Кувін (1545 осіб)
- Мініш (719 осіб)

Комуна розташована на відстані 400 км на північний захід від Бухареста, 21 км на схід від Арада, 52 км на північний схід від Тімішоари.

## Населення
За даними перепису населення 2002 року у комуні проживали 4065 осіб.
Національний склад населення комуни:
| Національність | Кількість осіб | Відсоток |
| -------------- | -------------- | -------- |
| румуни         | 3300           | 81,2%    |
| угорці         | 695            | 17,1%    |
| українці       | 27             | 0,7%     |
| німці          | 22             | 0,5%     |
| цигани         | 13             | 0,3%     |
| болгари        | 1              | < 0,1%   |
| євреї          | 1              | < 0,1%   |
| італійці       | 1              | < 0,1%   |

Рідною мовою назвали:
| Мова       | Кількість осіб | Відсоток |
| ---------- | -------------- | -------- |
| румунська  | 3316           | 81,6%    |
| угорська   | 689            | 16,9%    |
| українська | 27             | 0,7%     |
| німецька   | 17             | 0,4%     |
| циганська  | 11             | 0,3%     |
| болгарська | 1              | < 0,1%   |
| італійська | 1              | < 0,1%   |

Склад населення комуни за віросповіданням:
| Релігія            | Кількість осіб | Відсоток |
| ------------------ | -------------- | -------- |
| православні        | 2710           | 66,7%    |
| римо-католики      | 689            | 16,9%    |
| адвентисти         | 317            | 7,8%     |
| п'ятдесятники      | 160            | 3,9%     |
| баптисти           | 92             | 2,3%     |
| реформати          | 65             | 1,6%     |
| греко-католики     | 6              | 0,1%     |
| не релігійні       | 5              | 0,1%     |
| унітарії           | 3              | 0,1%     |
| атеїсти            | 2              | < 0,1%   |
| старообрядці       | 1              | < 0,1%   |
| юдеї               | 1              | < 0,1%   |
| не вказали релігію | 4              | 0,1%     |